# گروهبان (فیلم ۱۹۶۸)
گروهبان (انگلیسی: The Sergeant) فیلمی به کارگردانی جان فلین است که در سال ۱۹۶۸ منتشر شد. از بازیگران آن می‌توان به راد استایگر و جان فیلیپ لا اشاره کرد. این فیلم تا کنون حدود ۱٫۲ میلیون دلار فروش رفته‌است.